# Chocolat (film 2000)
(Vianne)
Chocolat è un film del 2000 diretto da Lasse Hallström.
Il film, tratto dal romanzo omonimo dell'autrice britannica Joanne Harris pubblicato nel 1999, ha per protagonisti Juliette Binoche e Johnny Depp ed è stato distribuito in Italia il 23 febbraio 2001. Si è rivelato un buon successo di pubblico: costato 25 milioni di dollari, ne ha incassati 150.

## Trama
Francia, 1959. Lansquenet-sur-Tannes è un piccolo paese, i cui abitanti vivono all'insegna del quieto vivere: ognuno conosce il proprio posto nella società, e qualsiasi deviazione dalla norma è guardata con diffidenza. La vita scorre immutabile, scandita dalla messa domenicale in cui i valori della tranquillité vengono ribaditi nei sermoni del giovane padre Henri che, tuttavia, si adegua ad un rituale che in realtà non condivide. Sindaco e custode morale di Lansquenet è il rigido conte Paul de Reynaud, così ligio al proprio dovere di guida della comunità da correggere i sermoni del parroco.
Un giorno, preannunciate da un irrequieto vento del nord, arrivano a Lansquenet Vianne Rocher e sua figlia Anouk. Vianne apre in paese una cioccolateria nonostante sia appena iniziato il periodo di Quaresima. Ben presto il locale assume i connotati di una tentazione per i repressi paesani, attirando alcuni clienti, tra cui Armande Voizin, anziana e burbera padrona di casa di Vianne, e Josephine, moglie di Serge Muscat, oste violento e ubriacone.
Armande e Josephine sono entrambe insofferenti al rigore ipocrita che vige in paese e cercano un modo per liberarsi dall'oppressione. Armande è in aperto contrasto con la figlia Caroline, segretaria e ammiratrice di Reynaud, e frequenta costantemente la cioccolateria di Vianne nonostante sia affetta da diabete. Caroline non permette al figlio Luc di frequentare la nonna ed è iperprotettiva al punto di proibirgli di andare in bicicletta. Josephine, invece, trascurata e nevrotica a causa dei maltrattamenti del marito, sfoga la propria frustrazione con atti di cleptomania, arrivando a rubare persino durante la messa. Sia Armande che Josephine ritrovano la serenità grazie a Vianne, che aiuta la prima a vedere il nipote e dà lavoro e rifugio alla seconda quando trova finalmente il coraggio di fuggire da Serge.
Reynaud, furibondo per gli stravolgimenti provocati da Vianne, intraprende una vera e propria crociata contro di lei. Dapprima cerca di aizzare i paesani contro Vianne tramite maldicenze e una serie di sermoni che il riluttante padre Henri è costretto a tenere durante la messa. Poi cerca di redimere Serge e salvare il suo matrimonio con Josephine. Tutti i tentativi di Reynaud, tuttavia, falliscono a causa della sempre maggior insofferenza dei paesani e di una Josephine ormai indipendente e libera dal controllo del marito.
Una nuova svolta si presenta quando approda a Lansquenet una comunità di zingari che vive a bordo di chiatte spostandosi lungo il fiume. La reazione dei paesani è di immediata ostilità e Reynaud coglie l'occasione per riprendere il controllo della comunità proponendo un "Boicottaggio dell'Immoralità", un'iniziativa per cui tutti i negozianti di Lansquenet rifiutano di servire i nomadi. Soltanto Vianne si mantiene estranea alla cosa e si avvicina ai gitani; un'intesa particolare scatta con il loro leader Roux (che s'innamora segretamente di lei), stranamente impenetrabile al dono di Vianne di intuire i gusti delle persone. Vianne si ritrova isolata dalla comunità a causa della sua amicizia con gli zingari e Armande, per aiutarla a ritrovare fiducia in se stessa, le chiede di organizzarle una festa per il suo compleanno. Alla festa partecipano le poche persone rimaste amiche di Vianne, tra cui Roux (con il quale si fidanza), Josephine e, soprattutto, Luc, che si presenta con un ritratto della nonna fatto da lui. Armande, però, paga a caro prezzo la festa: infatti muore durante la notte, ed è Luc a ritrovarla, la mattina seguente.
Nottetempo, qualcuno incendia le chiatte degli zingari, fortunatamente senza causare vittime. Vianne, sicura che il responsabile sia uno del paese, e sentendosi in colpa per la morte di Armande, decide di lasciare Lansquenet. Anouk non vuole andarsene e tra lei e la madre si scatena un litigio che culmina nella rottura dell'urna contenente le ceneri della madre di Vianne. Era stata proprio la madre, una nomade sudamericana, ad instillare in lei la passione per il cioccolato e per i viaggi, e lo spargimento delle sue ceneri sul suolo di Lansquenet è, per Vianne, il segno che è giunto il tempo di restare. A riprova di ciò, Vianne trova nel laboratorio della cioccolateria i suoi amici, intenti a preparare i dolci per la Pasqua imminente. Ad essi si è unita Caroline che ha, finalmente, perdonato la madre e si è riconciliata con Luc. Nel frattempo, Serge, dopo aver confessato al sindaco di essere il responsabile dell'incendio, viene cacciato da Reynaud, che deve riconoscere il fallimento della sua crociata.
Nella notte Reynaud, sentendosi ormai abbandonato da tutti, si intrufola nella cioccolateria per distruggere le creazioni di Vianne; tuttavia, ingerisce per sbaglio un pezzetto di cioccolata e, indebolito dal digiuno quaresimale, cede alla tentazione e finisce per assaggiare tutto ciò che si trova in vetrina. Vianne, la mattina, lo trova addormentato in mezzo ai resti dell'abbuffata e promette di non farne parola. Padre Henri, alla messa di Pasqua, pronuncia un sermone improvvisato, ma così carico di passione da spazzare via gli ultimi resti della tranquillité da Lansquenet. Alla festa di Pasqua, i paesani sono finalmente liberi e allegri, e persino Reynaud, ormai sereno, prende parte ai festeggiamenti, scambiando un cenno di intesa con Vianne. Inoltre, poco tempo dopo, Josephine gestirà da sola il bar di Serge e lo rinominerà Café Armande.
Il vento d'estate riporta Roux nel paese, per restare con Vianne e la piccola Anouk; finalmente si scopre il suo gusto preferito, una semplice e calda cioccolata.

## Riprese
Il film è stato interamente girato, fatta eccezione per la scena sull'acqua, in un paese francese della Borgogna, Flavigny-sur-Ozerain. Inoltre, una parte delle scene è stata girata in una fattoria a Bruton, nel Somerset, in Gran Bretagna.
La scena nella quale Alfred Molina si abbuffa di cioccolato nella vetrina, fu girata nel suo ultimo giorno di riprese, per evitare che una possibile indigestione potesse far ritardare la lavorazione del film.

## Colonna sonora
Johnny Depp (Roux) ha suonato la chitarra in tre brani della colonna sonora del film, Minor Swing, Caravan e They're Red Hot, i primi due brani del chitarrista jazz manouche Django Reinhardt e l'ultimo del chitarrista blues Robert Johnson.

## Promozione
A un anno dall'uscita del film, la scrittrice del romanzo da cui era stato tratto dichiarò di essere nauseata dal cioccolato ("sottochoc"), perché durante il tour promozionale non facevano altro che offrirgliene.

## Riconoscimenti
- 2001 - Premio Oscar
  - Candidatura al miglior film a David Brown, Kit Golden e Leslie Holleran
  - Candidatura alla miglior attrice protagonista a Juliette Binoche
  - Candidatura alla miglior attrice non protagonista a Judi Dench
  - Candidatura alla migliore sceneggiatura non originale a Robert Nelson Jacobs
  - Candidatura alla miglior colonna sonora a Rachel Portman
- 2001 - Golden Globe
  - Candidatura al miglior film commedia o musicale
  - Candidatura al miglior attrice in un film commedia o musicale a Juliette Binoche
  - Candidatura alla miglior attrice non protagonista a Judi Dench
  - Candidatura alla miglior colonna sonora a Rachel Portman
- 2001 - BAFTA Awards
  - Candidatura alla miglior attrice protagonista a Juliette Binoche
  - Candidatura alla miglior attrice non protagonista a Judi Dench
  - Candidatura alla miglior attrice non protagonista a Lena Olin
  - Candidatura alla migliore sceneggiatura non originale a Robert Nelson Jacobs
  - Candidatura alla migliore fotografia a Roger Pratt
  - Candidatura alla migliore scenografia a David Gropman
  - Candidatura ai migliori costumi a Renee Ehrlich Kalfus
  - Candidatura al miglior trucco a Naomi Donne
- 2001 - Festival di Berlino
  - Candidatura Orso d'oro a Lasse Hallström
- 2001 - David di Donatello
  - Candidatura al miglior film straniero a Lasse Hallström
- 2002 - Premio Goya
  - Candidatura al miglior film europeo a Lasse Hallström
- 2001 - Nastro d'argento
  - Miglior doppiaggio femminile a Franca D'Amato (Per la voce di Juliette Binoche)
- 2001 - Satellite Award
  - Candidatura alla miglior attrice non protagonista a Judi Dench
- 2001 - Screen Actors Guild Award
  - Miglior attrice non protagonista a Judi Dench
  - Candidatura al miglior cast
  - Candidatura alla miglior attrice protagonista a Juliette Binoche